# شمس أباد (عقدا)
شمس أباد (بالفارسية: شمس‌آباد) هي منطقة سكنية تقع في إيران في قسم عقدا الريفي. يقدر عدد سكانها بـ 237 نسمة .